# Nicator
Nicator je rod zpěvných ptáků z podřádu Sylvioidea, jediný rod čeledi Nicatoridae se třemi druhy.

## Fylogeneze a taxonomie
Nicatoridae je malá čeleď afrických pěvců, dříve považovaný za součást čeledi bulbulovití (Pycnonotidae), jiní autoři jej přiřazovali k africkým ťuhýkům (Tschagridae). Podle novějších výzkumů však není blízce příbuzný z žádnou další skupinou ptáků, což vedlo k vytvoření samostatné čeledi.